# Mäuseschwanz-Rübling
Der Mäuseschwanz-Rübling oder Späte Zapfen-Rübling (Baeospora myosura) ist eine Pilzart aus der Familie der Schwindlingsverwandten. Die Spezies ist wie die „echten“ Zapfenrüblinge (Strobilurus sp.) auf das Zersetzen von Zapfen spezialisiert.

## Merkmale

### Makroskopische Merkmale
Die dünnfleischigen Fruchtkörper besitzen anfangs einen fast halbkugeligen, später ausgebreiteten und kreisrunden Hut, der einen Durchmesser von 0,5–2 cm erreicht. Die glatte Oberfläche zeigt bei feuchter Witterung eine fleischbraune und bei Trockenheit eine ocker-bräunliche Farbe; der Rand ist heller getönt. Auf der Huthaut befinden sich weißliche, vergängliche Flocken. Die zunächst weißlichen Lamellen haben später eine blass strohgelbliche Färbung. Sie sind schmal, stehen sehr dicht und erreichen den Stiel nicht. Die Schneiden sind glatt und wie die übrige Lamellenfläche gefärbt. Das Sporenpulver ist weiß. Der zylindrische Stiel wird 1–4(–8) cm lang und 1–2 mm breit. Er ist grau-rötlich, zur Basis hin dunkelbraun gefärbt und besitzt eine knorpelige Konsistenz. Jung ist der Stiel voll, im Alter dagegen hohl. Außen ist er mit feinen Zotten besetzt. Das untere Stielende mündet in eine kahle, wurzelähnliche Verlängerung. Das hellbeige Fleisch riecht unauffällig und schmeckt mild.

### Mikroskopische Merkmale
Die 3–4,5 × 1,5–2,5 µm großen Sporen sind farblos, elliptisch, glatt und amyloid. Die faserige Huthaut besteht aus Hyphen mit Schnallen an den Septen. An den Lamellenschneiden befinden sich Cheilozystiden, die keine Kristalle besitzen.

## Artabgrenzung
Ähnlichkeit können die Zapfenrüblinge (Strobilurus sp.) besitzen, die am gleichen Substrat vorkommen. Diese erscheinen meist im Frühjahr, jedoch können auch Überschneidungen auftreten. Sie besitzen einen glatten Stiel, weniger dichte Lamellen und größere, inamyloide Sporen.

## Ökologie und Phänologie
Der Mäuseschwanz-Rübling ist in Nadelwäldern, vor allem in Fichten-, aber auch in Tannen-Fichten- und Buchen-Fichten-Tannen-Beständen zu finden. Durch das vermehrte Ansiedeln von Fichten durch den Menschen und die geringen Ansprüche des Pilzes konnte sich dieser sehr leicht ausbreiten.
Der Blätterpilz lebt saprotroph auf Zapfen von Nadelbäumen, die im Vorjahr oder früher abgeworfen wurden. Der Pilz besiedelt sie in der späten Initial- bis Optimalphase der Vermorschung. Als Substrat dienen zu über 90 Prozent Fichtenzapfen, manchmal solche von Waldkiefer. In seltenen Fällen wächst der Pilz auch auf Zapfen von Tannen und Lärchen. Für Nordamerika werden auch Douglasien-Zapfen als Substrat angegeben. Vermutlich kann er auch in Europa darauf vorkommen.
Die Fruchtkörper erscheinen einzeln oder zu mehreren meist im Spätherbst. In einigen Regionen kann er bereits im September auftreten. Bei entsprechender Witterung sind auch vereinzelte Funde von August bis März oder im Sommer möglich.

## Verbreitung
Der Mäuseschwanz-Rübling ist in der Holarktis verbreitet. So ist er in Nordamerika, Europa und Nordasien (Kaukasus) zu finden. In Europa kann der Pilz von Großbritannien, den Benelux-Ländern und Frankreich im Westen bis Estland und Belarus im Osten sowie von Spanien, Italien und Rumänien im Süden bis Fennoskandinavien im Norden gefunden werden. In Deutschland ist er im Flachland bis zur Mittelgebirgsschwelle zerstreut anzutreffen. Weiter südlich kommt die Art regional häufig vor.

## Bedeutung

### Speisewert
Der Mäuseschwanz-Rübling ist essbar, allerdings ist der zähe Stiel für den Verzehr ungeeignet. Der Pilz ist nicht ergiebig.